# Massimiliano Ongaro
Pour les articles homonymes, voir Ongaro.
Massimiliano (Max) Ongaro (né le 21 août 1858 à Padoue et décédé le 27 janvier 1924 à Venise) est un architecte italien adepte du Stile Liberty.

## Biographie
Il est né de Bernardo, marchand de bois, et Maria Ziliani, comme deuxième de cinq enfants dans une famille bourgeoise euganéenne.

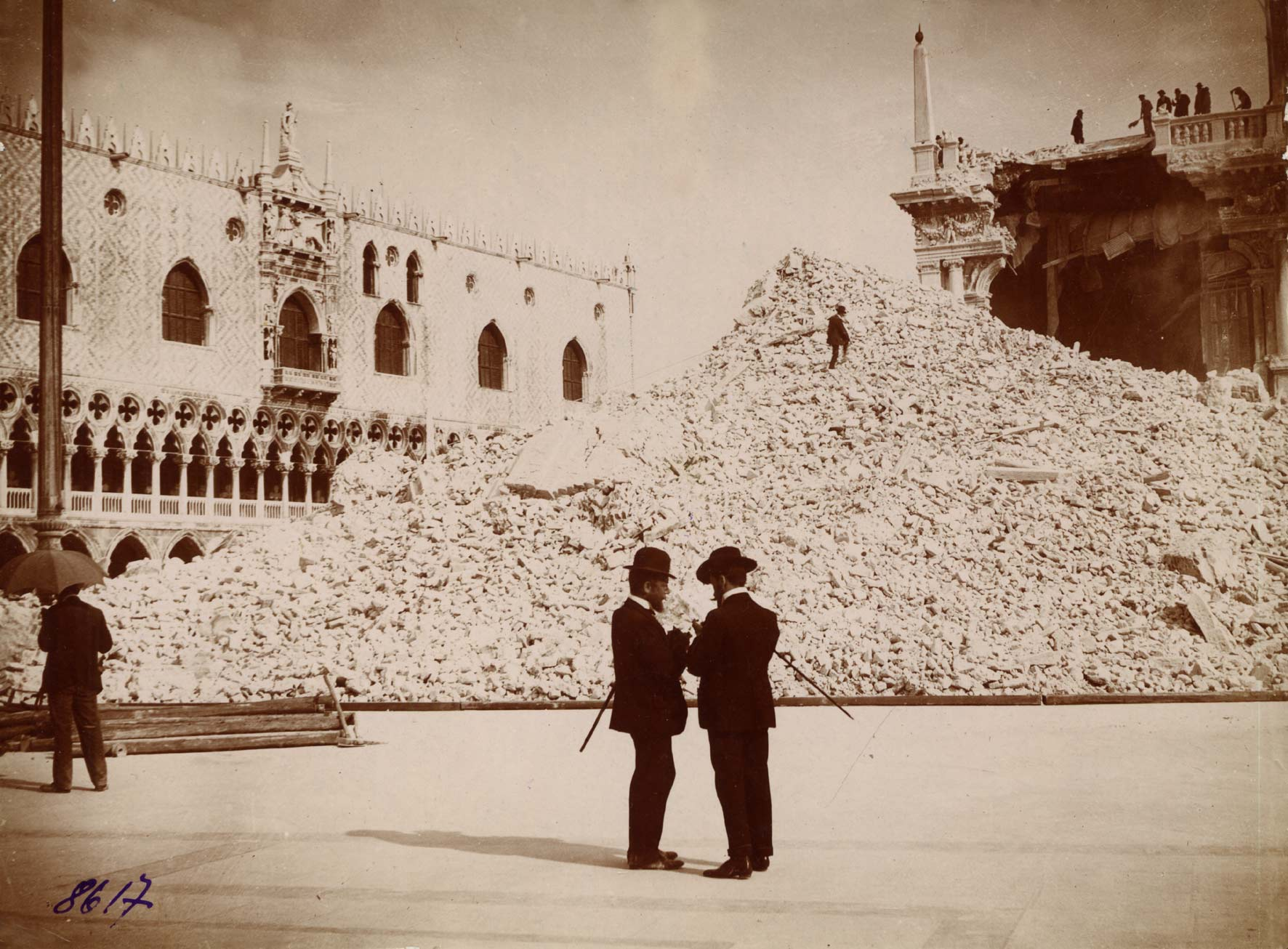
effondrement du Campanile de Saint-Marc

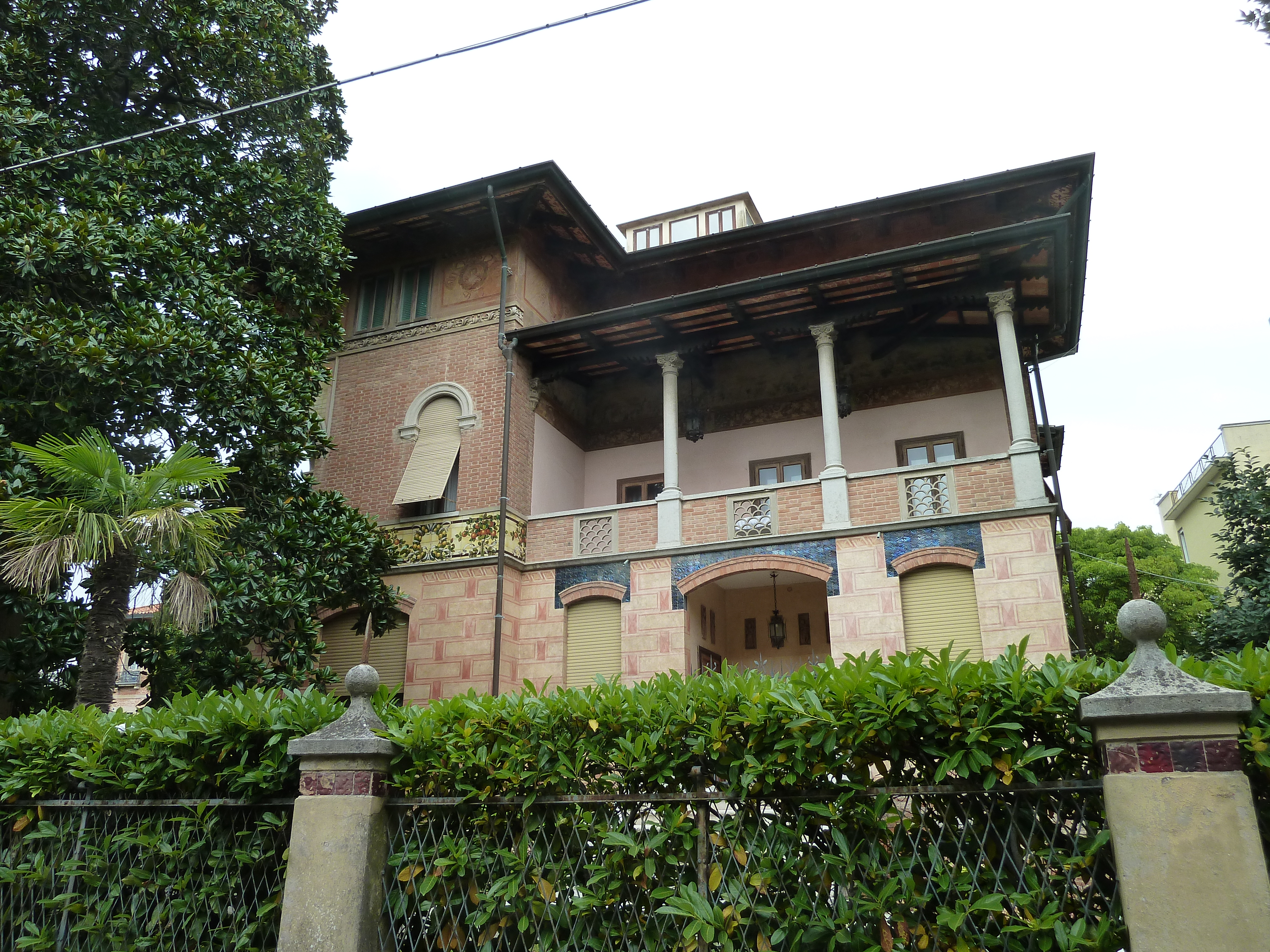
Villa Gemma au Lido de Venise

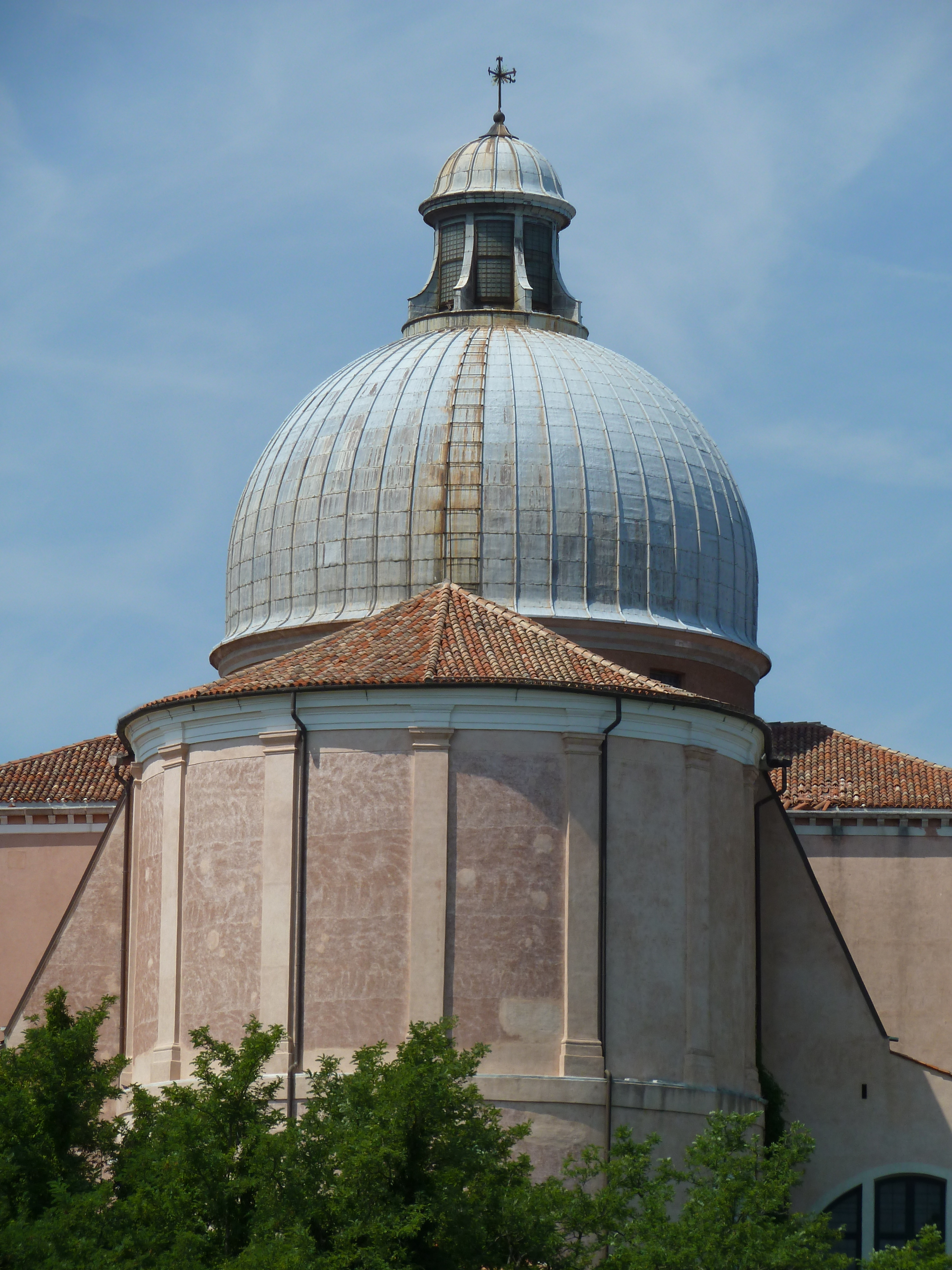
Le Dôme de S.Pietro di Castello

Après avoir terminé ses études techniques et deux années d'études préparatoires dans sa ville natale, pour l'année scolaire 1880-1881, il rejoint l'Institut royal supérieur technique de Milan, et plus tard la polytechnique, où il a reçu son diplôme de baccalauréat en architecture civile en 1883.
Sa carrière a été profondément influencée en 1865 par les cours de Camillo Boito à l'Institut technique supérieur.
Le 15 septembre 1892, Ongaro épouse Marianna Banci, avec qui il aura quatre enfants: Cesco, Maria, Dino et Maria Elisa.
Entre 1884 et 1890, Ongaro était adjoint à l'École d'application pour les ingénieurs de l'Université royale de Padoue. En 1890, il y a obtenu un diplôme d'enseignement, et il y enseigna jusqu'en 1912. De 1902 à 1907, il était ingénieur architecte extraordinaire au bureau royal régional pour la préservation des monuments de la Vénétie dont il fut également régent.
En juillet 1907, il est entré comme architecte de la partie organique du personnel des monuments, des musées, des galeries et des fouilles archéologiques à la Surintendance de Venise, dont il avait la gestion intérimaire et en décembre 1909, il est devenu directeur du personnel. De 1911 et jusqu'à sa mort, il assurera également l'intérim de la surintendance de Vérone pendant quelques années. Il aura également des activités dans des îles de la mer Égée, comme la Crète, consacrées à la restauration des monuments importants. Brièvement, en 1919, il a assuré la direction de l'Ecole italienne d'archéologie d'Athènes.
À la suite de l'effondrement du campanile de la Basilique Saint-Marc à Venise, le 14 juillet 1902, et du climat de panique qui a suivi, Ongaro fut appelé à organiser la vérification des nombreux monuments vénitiens jugés à risque. Il fut chargé de l'étude de stabilité du clocher de l'Église Santo Stefano (Venise), la plus haute structure avec des problèmes similaires à ceux de la tour du clocher de Saint-Marc. Il s'occupa ensuite, de la Basilique Santa Maria Gloriosa dei Frari, de l'Église San Nicolò dei Mendicoli, du clocher de Saint-Barnabé, de Santa Maria Mater Domini, de l'Église San Giacomo dall'Orio, et de San Lorenzo à Vicence. Son expérience lui a permis en 1912 de faire partie de la Commission pour l'étude de la Tour de Pise et, en 1914, d'être appelé par Corrado Ricci à prendre soin de la Tour des Milices à Rome.
La contribution aux thèmes et aux pratiques de la protection constitue l'aspect le plus important de son engagement professionnel. Ce n'est pas par hasard que les longues années passées à la direction de la surintendance de Venise ont été marquées par des activités de chantier. Cette propension fut de grande utilité pendant la Première Guerre mondiale, lorsque Venise fut impliqué dans les événements de la guerre, à la fois à cause de sa proximité avec les lignes de front à Caporetto, sa situation sur la côte adriatique avec le risque conséquent de bombardements par les Autrichiens ou encore le risque d'un bombardement aérien soutenu. Des monuments vénitiens furent bombardés, tels que l'S. Maria degli Scalzi, l'Église Santa Maria Formosa, le dôme de la Basilique San Pietro di Castello. Ongaro étudier la prévention du risque d'incendie des structures en bois des bâtiments historiques; il identifie des systèmes de protection de substitution aux sacs de sable; il élabore des moyens de défense contre les effets de souffle causés par les explosions.
Après la guerre, il a supervisé, entre autres, la restauration de l'abbaye de Sainte-Marie en Sylvis à Sesto al Reghena (Pordenone) et l'église de S. Maria in Paluzza (Udine).
Durant son travail, il est victime en janvier 1924 d'une attaque ischémique, probablement causée par les efforts extraordinaires déployés lors des inspections et des visites, souvent dans des conditions difficiles et dangereuses.

## Œuvres principales
- Villa Gemma (Lido de Venise)
- pavillon vénitien à l'exposition de Rome en 1911